# Jack McBrayer
Jack McBrayer (Macon, 27 maggio 1973) è un attore e comico statunitense.

## Biografia
È diventato popolare a livello nazionale per i suoi personaggi al Late Night with Conan O'Brien. In Italia è meglio conosciuto come Kenneth Parcell, il fattorino nella serie televisiva 30 Rock. Per questo ruolo ha ricevuto una nomination ai Premi Emmy 2009. Inoltre compare nel videoclip del singolo Touch My Body di Mariah Carey.

## Filmografia

### Attore

#### Cinema
- Danny's Wish, regia di Ian Keiser (2001)
- Blackballed: The Bobby Dukes Story, regia di Brant Sersen (2004)
- The Baxter, regia di Michael Showalter (2005) - non accreditato
- Peanut Hunt, regia di Michael Kuell (2005) - cortometraggio
- Ricky Bobby - La storia di un uomo che sapeva contare fino a uno (Talladega Nights: The Ballad of Ricky Bobby), regia di Adam McKay (2006)
- Grounds Zero, regia di David Greenspan (2006) - cortometraggio
- Walk Hard - La storia di Dewey Cox (Walk Hard: The Dewey Cox Story), regia di Jake Kasdan (2007)
- Non mi scaricare (Forgetting Sarah Marshall), regia di Nicholas Stoller (2008)
- Spring Breakdown, regia di Ryan Shiraki (2009)
- Cani & gatti - La vendetta di Kitty (Cats & Dogs: The Revenge of Kitty Galore), regia di Brad Peyton (2010)
- Una bugia di troppo (A Thousand Words), regia di Brian Robbins (2012)
- Botte di fortuna (The Brass Teapot), regia di Ramaa Mosley (2012)
- Candidato a sorpresa (The Campaign), regia di Jay Roach (2012)
- Comic Movie (Movie 43), di registi vari (2013)
- Savannah, regia di Annette Haywood-Carter (2013)
- Cooties, regia di Jonathan Milott e Cary Murnion (2014)
- Unfrosted - Storia di uno snack americano (Unfrosted), regia di Jerry Seinfeld (2024)

#### Televisione
- Ultime  dal cielo (Early Edition) – serie TV, 2 episodi (1999)
- Late Night with Conan O'Brien – serie TV, 11 episodi (2002-2005)
- 30 Rock – serie TV, 138 episodi (2006-2013)
- Portlandia – serie TV, episodio 2x03 (2012)
- The Middle – serie TV, 9 episodi (2013-2018)
- New Girl – serie TV, episodio 4x22 (2015)
- The Big Bang Theory – serie TV, episodio 9x24 (2016), episodio 10x01 (2016)
- Angie Tribeca – serie TV, episodio 3x7 (2017)

Videoclip
Touch My Body, Mariah Carey (2008) 

### Doppiatore
- Cattivissimo me (Despicable Me), regia di Pierre Coffin e Chris Renaud (2010)
- I Simpson (The Simpsons) – serie animata, episodio 22x18 (2011)
- Bob's Burgers – serie animata, 5 episodi (2011-2020)
- Ralph Spaccatutto (Wreck-It Ralph), regia di Rich Moore (2012)
- Wander (Wander over Yonder) - serie animata, 75 episodi (2013-2016)
- Big Mouth – serie animata, 5 episodi (2017-2021)
- La legge di Milo Murphy (Milo Murphy's Law) – serie animata, episodio 1x17 (2017)
- Ralph spacca Internet (Ralph Breaks the Internet), regia di Phil Johnston e Rich Moore (2018)
- Anfibia – serie animata, 22 episodi (2019-2022)

## Teatro
- Crazy for You, libretto di Ken Ludwig, testi di Ira Gershwin, colonna sonora di George Gershwin, regia di Susan Stroman. David Geffen Hall di New York (2017)
- Waitress, libretto di Jessie Nelson, colonna sonora di Sara Bareilles, regia di Diane Paulus. Adelphi Theatre di Londra (2019)

## Doppiatori italiani
Nelle versioni in italiano delle opere in cui ha recitato, Jack McBrayer è stato doppiato da:
- Nanni Baldini in 30 Rock, Non mi scaricare, Una bugia di troppo, Candidato a sorpresa, Comic Movie, The Big Bang Theory, Queenpins: Le regine dei coupon, Grey's Anatomy
- David Chevalier in Ricky Bobby - La storia di un uomo che sapeva contare fino a uno
- Alessandro Quarta in Cani & gatti - La vendetta di Kitty
- Simone Crisari in Angie Tribeca
- Fabrizio Manfredi in The Middle (1a voce)
- Davide Perino in The Middle (2a voce)

Da doppiatore è sostituito da:
- Daniele Giuliani in Ralph Spaccatutto, Ralph spacca Internet
- Gianfranco Miranda in Wander
- Gabriele Patriarca in I Puffi - Viaggio nella foresta segreta
- Paolo De Santis in The Lion Guard
- Nanni Baldini in T.O.T.S. - Trasporto Organizzato Teneri Supercuccioli
- Lorenzo Crisci in Anfibia
- Gabriele Palumbo in Eureka!